# ドリームワールド (タイ)
ドリームワールド（タイ語：ดรีมเวิลด์）は、タイ王国パトゥムターニー県にある遊園地。

## 主なアトラクション
- スーパースプラッシュ
- ホーンテッドマンション
- スペースマウンテン
- サンダーバード
- スノータウン

## 主なショー
- ハリウッドアクション
- アニマルショー